# Anton Schwaiger (Elektrotechniker)
Anton Schwaiger (* 12. Januar 1879 in Pleinfeld; † 7. Februar 1954 in München) war ein deutscher Elektrotechniker und Hochschullehrer.

## Werdegang
Nachdem er 1903 an der TH München sein Diplom als Elektroingenieur erworben hatte, begann er bei den Siemens-Schuckertwerken in Berlin, wo er im Versuchsfeld und in den Abteilungen für Kraftwerke und Bahnanlagen arbeitete. 1907 wurde er promoviert mit einer Dissertation über Regelprobleme. 1909 heiratete er. Er habilitierte sich 1910 oder 1911. Im Oktober 1910 wurde er an der TH Karlsruhe Assistent des Direktors des Elektrotechnischen Institutes, Engelbert Arnold († 1911). Hier übernahm er die Vorlesungen Elektrische Kraftwerke, Elektromotorische Betriebe und Elektrische Bahnen und führte im Jahr 1913 die Vorlesung Hochspannungstechnik ein. 1912 wurde für diese Lehrgebiete eine planmäßige außerordentliche Professur und 1922 eine ordentliche Professur eingerichtet.
Im Ersten Weltkrieg diente er als Freiwilliger, zuletzt als Vizewachtmeister.
1923 wurde Schwaiger an die TH München auf den Lehrstuhl für elektrische Anlagen und Hochspannungstechnik berufen. 1933 trat er in die NSDAP ein. Von 1933 bis 1935 war er Rektor der TH München.
Der Ausnutzungsfaktor nach Schwaiger ist nach ihm benannt. Schwaiger war außerdem Ehrenbürger der TH Karlsruhe.

## Veröffentlichungen
- Das Regulierproblem in der Elektrotechnik; Leipzig, Teubner, 1908.
- Belastungsausgleich in Kraftwerken; Berlin, Springer, 1912.
- Lehrbuch der elektrischen Festigkeit der Isoliermaterialien; Berlin, Springer, 1919.
- Elektrische Förderanlagen; Berlin, de Gruyter, 1921.
- Elektromotorische Antriebe : (Grundlagen für die Berechnung); Berlin, de Gruyter, 1922.
- Neuere Forschungsergebnisse auf dem Gebiet der Hängeisolatoren; Berlin : Springer, 1923.
- Über die Entladungsvorgänge auf Isolatoren; Berlin : Springer, 1925.
- Elektrische Bahnen; Berlin, de Gruyter, 1927.
- Hochspannungsleitungen : Grundlagen und Methoden zur praktischen Berechnung von Leitungen für die Übertragung elektrischer Energie; München, Oldenbourg, 1931.
- Theory of dielectrics; New York, Wiley, 1932.
- Der Schutzbereich von Blitzableitern : neue Regeln für den Bau von Blitz-Fangvorrichtungen; München, Oldenbourg, 1938.
- Die Blitzschutzwirkung von Erdseilen bei elektrischen Leistungsanlagen; Bayern, Selbstverl., 1939.
- Elektrische Leitungen : praktische Berechnung von Leitungen für die Übertragung elektrischer Energie; München, Oldenbourg, 1941.